# پرواز بر فراز وین

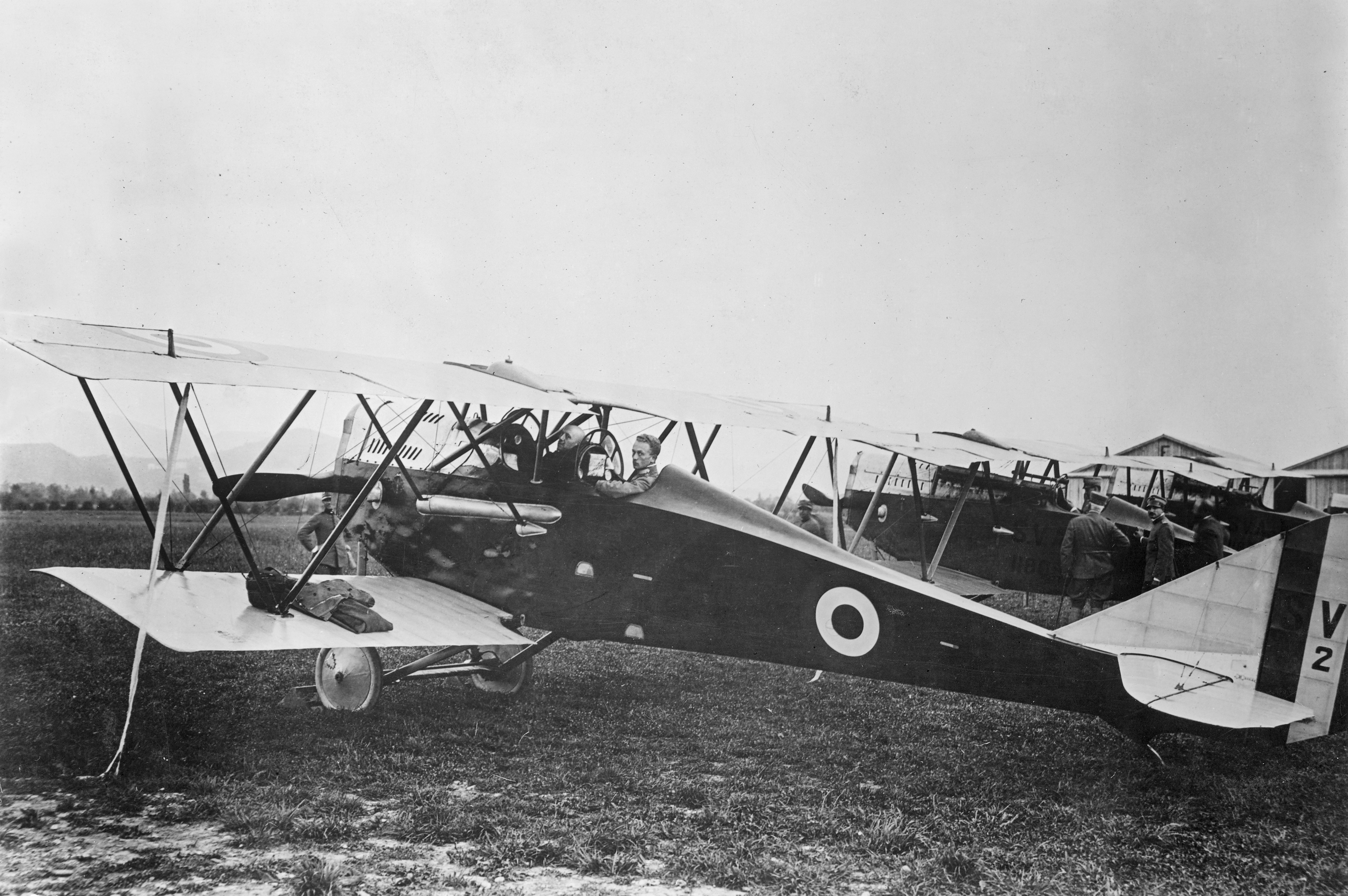
گابریله دآنونزیو نشسته در صندلی جلوی آنسالدو اس‌وی‌ای۹

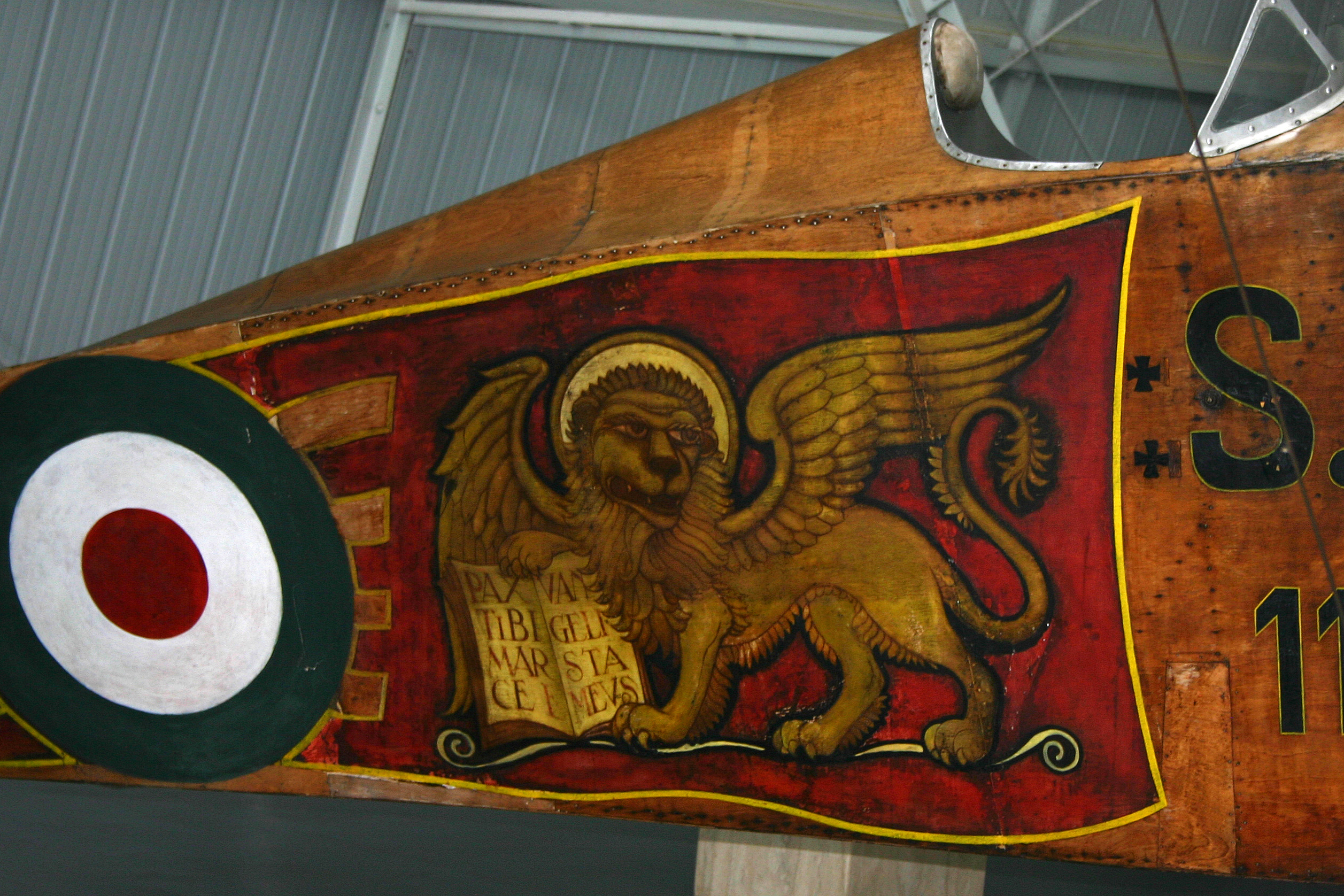
شیر سنت مارک که بر روی بیشتر هواپیماهای آنسالدو اس‌وی‌ای در این عملیات هوایی نقش بسته بود

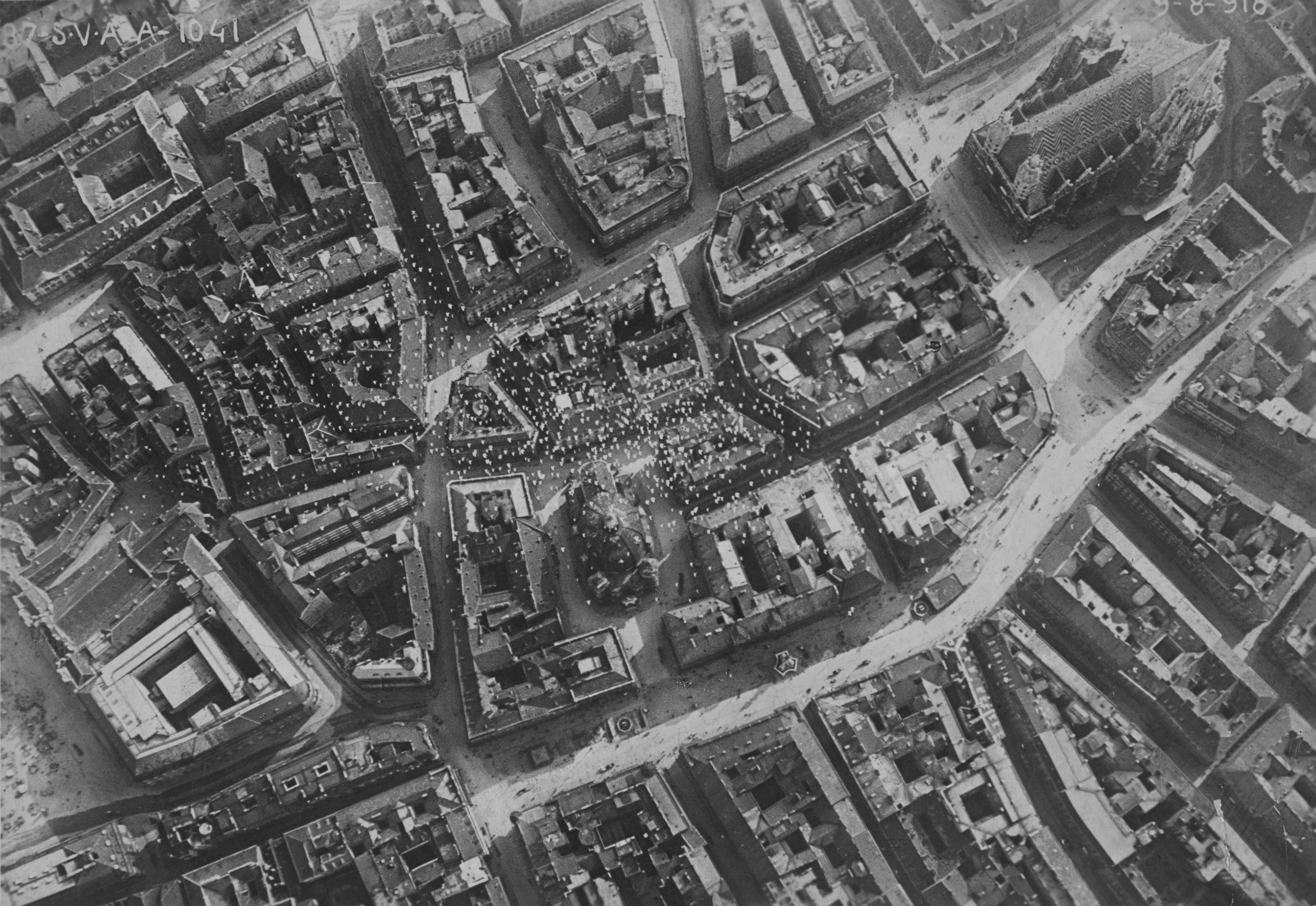
اعلامیه‌های ایتالیایی بر فراز مرکز وین (کلیسای جامع سنت استفان در گوشه سمت راست بالا با خیابان گرابن در زیر قابل مشاهده است)

پرواز بر فراز وین (به انگلیسی: Flight over Vienna) یک عملیات هوایی در طول جنگ جهانی اول بود که توسط شاعر و ملی‌گرای ایتالیایی گابریله دآنونزیو در ۹ آگوست ۱۹۱۸ انجام شد. او به همراه ۱۱ هواپیمای آنسالدو اس‌وی‌ای از تیم خود، اسکادران ۸۷م موسوم به لا سرنیسیما (ونیز) که همگی نشان شیر سن مارک را بر بدنه داشتند، سفری رفت و برگشتی به طول بیش از ۱۲۰۰ کیلومتر از فرودگاه نظامی خود در دو کاراره به سوی وین انجام دادند تا هزاران برگ اعلامیه تبلیغاتی را بر فراز شهر پخش کنند.
این عملیات یک سال پیش‌تر برنامه‌ریزی شده بود اما مشکلات فنی، از جمله ظرفیت سوخت هواپیماها، اجرای آن را به تعویق انداخت.
اولین تلاش در ۲ آگوست ۱۹۱۸ صورت گرفت اما به دلیل مه شدید، هواپیماها بازگشتند. تلاش دوم در ۸ آگوست ۱۹۱۸ به علت وزش باد شدید لغو شد و در نهایت عملیات در ۹ آگوست ۱۹۱۸ با موفقیت انجام شد.

آن‌ها بر فراز وین پرواز کردند و ۵۰ هزار اعلامیه را بر روی کارت‌های سه‌رنگ (سبز، سفید و قرمز: رنگ‌های پرچم ایتالیا) پخش کردند. متن این اعلامیه را خود دآنونزیو نوشته بود و به آلمانی ترجمه نشده بود. در آن آمده بود:
«در این صبح ماه اوت، هنگامی که چهارمین سال از تشنج بی‌امان شما به پایان می‌رسد و سال قدرت کامل ما درخشنده آغاز می‌شود، ناگهان بال سه‌رنگ ظاهر می‌شود، به عنوان نشانه‌ای از سرنوشتی که در حال تغییر است.
سرنوشت تغییر می‌کند. با اطمینان آهنین به سوی ما می‌چرخد. دوران آن آلمان که شما را به تازیانه می‌زند، تحقیر می‌کند و آلوده می‌سازد، برای همیشه گذشته است.
دوران شما به پایان رسیده. چنان که ایمان ما نیرومندتر بود، اکنون اراده ما پیروز شده و تا پایان پیروز خواهد ماند. رزمندگان پیروز پیوه و مارن این را احساس می‌کنند، آن را می‌دانند، با وجد و شوری که نیروی پیشروی را چند برابر می‌کند. اما اگر این شور کافی نباشد، شمار ما کافی خواهد بود؛ و این پیام برای کسانی است که می‌خواهند ده نفره بر یک نفر بجنگند.
اقیانوس اطلس، مسیری است که دیگر به روی شما بسته می‌شود؛ و این مسیر قهرمانانه است، چنان که تعقیب‌کنندگان تازه که اورک را با خون آلمانی رنگین کردند، نشان دادند.
بر باد پیروزی که از رودهای آزادی برمی‌خیزد، ما نیامدیم جز برای شادی جسارت، نیامدیم جز برای اثبات اینکه می‌توانیم هر زمان که بخواهیم، در ساعتی که خود برمی‌گزینیم، اقدام کنیم.
غرّش بال جوان ایتالیایی در آسمان صبحگاهی، آوای ناقوس عزا نیست. با این حال، این جسارت شادمانه میان سن استفان و گراپن حکمی غیرقابل بازگشت معلق می‌کند، ای مردم وین!

زنده باد ایتالیا!»

منتقدان پیشین دآنونزیو می‌گفتند: «او فقط می‌نویسد ولی عمل نمی‌کند.» پس از این اقدام، فردیناندو مارتینی به شوخی گفت: «اکنون او عمل می‌کند ولی نمی‌نویسد.» در واقع، آن‌ها همچنین ۳۵۰ هزار اعلامیه دیگر، نوشته اوگو اویتی، را که به آلمانی ترجمه شده بود، پخش کردند:
«ای اهالی وین!

ایتالیایی‌ها را بشناسید.

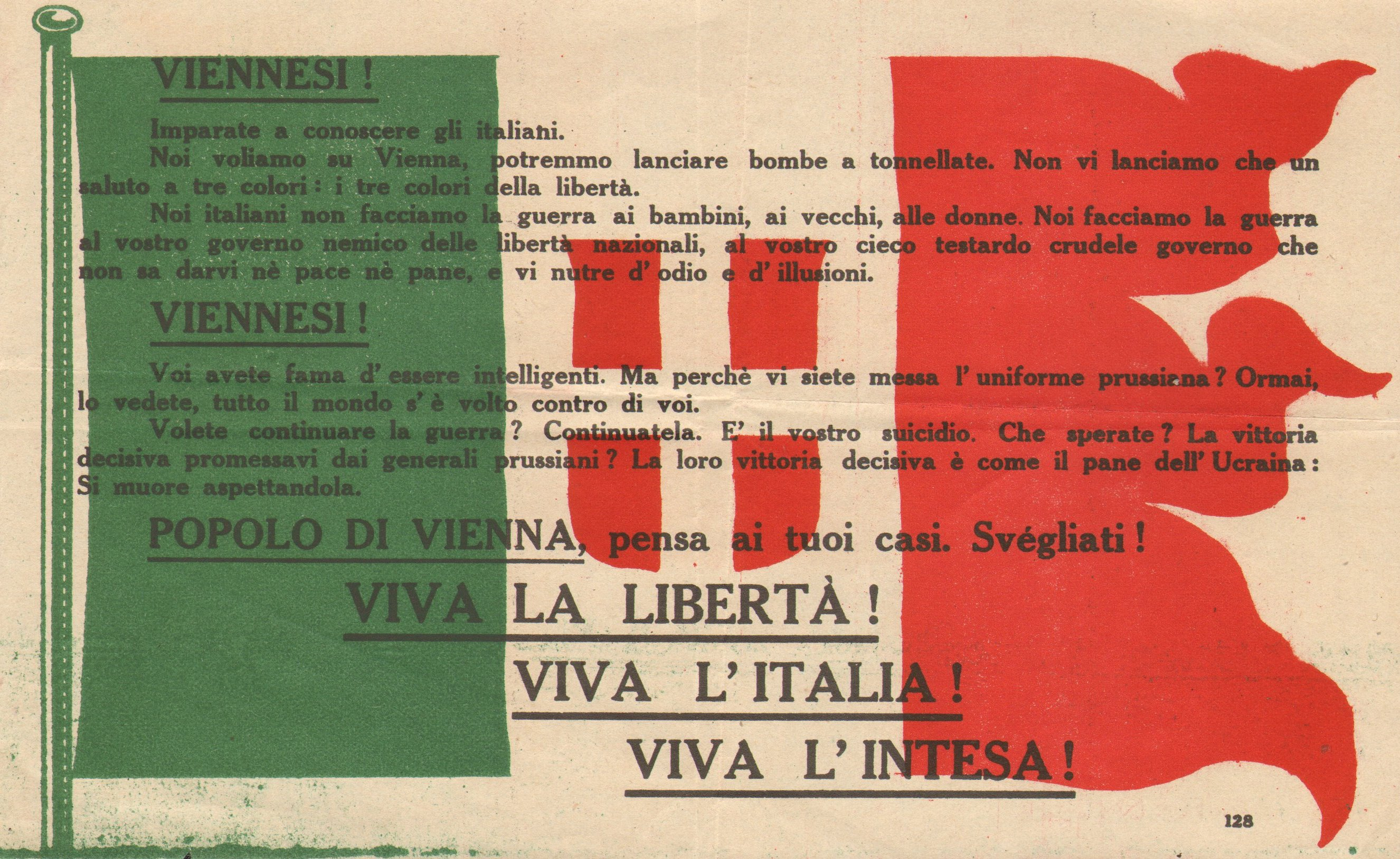

ما بر فراز وین پرواز می‌کنیم؛ ما می‌توانستیم تُن‌ها بمب بر شما بیافکنیم. اما تنها چیزی که بر شما می‌ریزیم، درود سه‌رنگ است: سه رنگ آزادی.

ما ایتالیایی‌ها با کودکان، پیران و زنان جنگ نمی‌کنیم.

ما با حکومت شما که دشمن آزادی ملی است، در جنگیم؛ با حکومت نابینا، لجوج و بی‌رحمی که نمی‌تواند برای شما نه صلح بیاورد و نه نان، و شما را با نفرت و توهم تغذیه می‌کند.

ای اهالی وین!

شما به هوشمندی شهرت دارید. اما چرا یونیفورم پروسی بر تن کرده‌اید؟ اکنون می‌بینید که جهان علیه شما برخاسته است.

می‌خواهید به جنگ ادامه دهید؟ ادامه دهید؛ این خودکشی شماست. به چه امید بسته‌اید؟ پیروزی قاطعی که ژنرال‌های پروس به شما وعده داده‌اند؟ پیروزی قاطع آن‌ها همانند نان اوکراین است: در انتظارش خواهید مرد.

ای مردم وین، به سرنوشت خود بیاندیشید. بیدار شوید!

زنده باد آزادی!

زنده باد ایتالیا!

زنده باد اتحاد!»